# 일일연속극 시어터
일일연속극 시어터(일본어: 帯ドラマ劇場 おびドラマシアター[*])는 TV 아사히 계열에서 매주 월요일 - 금요일 12:30 - 12:50의 드라마이다.

## 개요
일일 연속극 극장 (오후 드라마 극장)은 2017년 4월 3일부터 2018년 3월 30일까지 제 1기를 2019년 4월 8일부터 제 2기를 모두 TV 아사히의 제작을 통해 방송국 계열 전체 인터넷 24국에서 방송하고 있는 일일 연속극 방송 시간. 매주 월요일 - 금요일 12시 30분 - 12시 50분 (JST, 이하 생략)에 방송하고 있다. 제 1기는 BS 아사히 (2K)도 2017년 같은 달 4일부터 2018년 4월 2일까지 매주 월요일 - 금요일 7:40 - 8:00 지연 넷하고, 제 2 기는 BS 아사히 (2K ) · BS 아사히 4K에서도 2019년 4월 9일부터 7:40 - 8:00 지연 넷 시작했다
본 방영 시간대는 당초 15분 범위로 하는 방안도 검토되고 있었지만, 프로그램 중간에 CM을 삽입하는 것을 고려하고 20분 범위로 하게 되었다. 따라서 본 공사는 NHK 종합 「연속 TV 소설」 재방송의 시작 부분 5분으로 중복하고 본 프레임 제 2탄 "야스의 고향"의 프로듀서 나카고 타쿠야는 "그런 만큼, 보람은 있다. "고 말하고 있다. 한편, 스즈키 유우지는 "TV 아사히가 아침 드라마 재방송을 잡기 위해 굳이 NHK 아침 드라마 재방송 시간대에 대항하여 본 틀을 방영하는 방식을 추구 및 도모하면서 구성하고 있다"고 분석하고 있다.

## 작품 소개

### 제1기
2017년
- 《야스라기노사토》(주연:이시자카 코지)
- 《토토짱!》(주연:세이노 나나, 마츠시타 나오)

2018년
- 《코시지 후부키 이야기》(주연:타키모토 미오리→다이치 마오)

### 제2기
2019년
- 《안락함의 시간~길》(주연:세이노 나나, 야치구사 카오루)